# Savignac (Gironde)

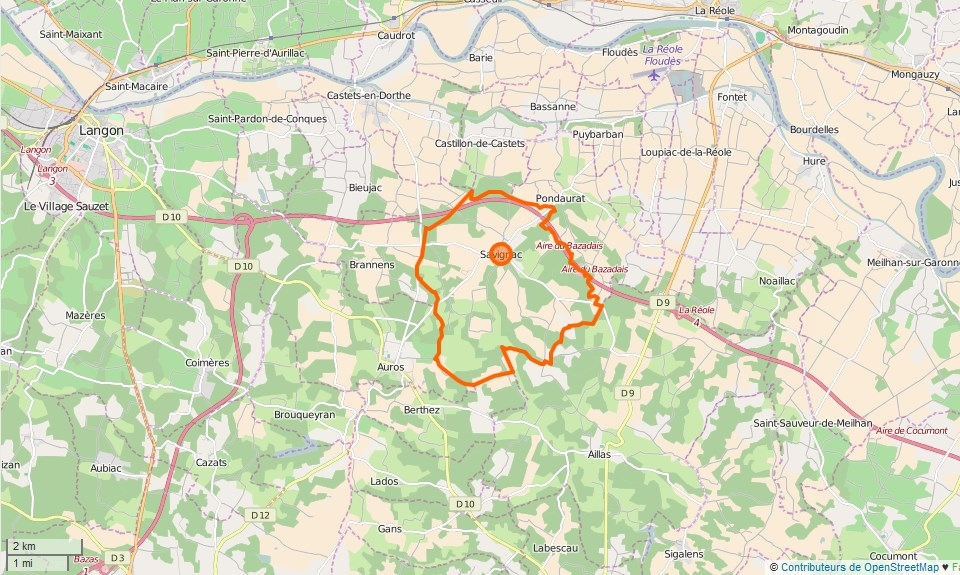
Gemeindegrenzen von Savignac (Gironde)

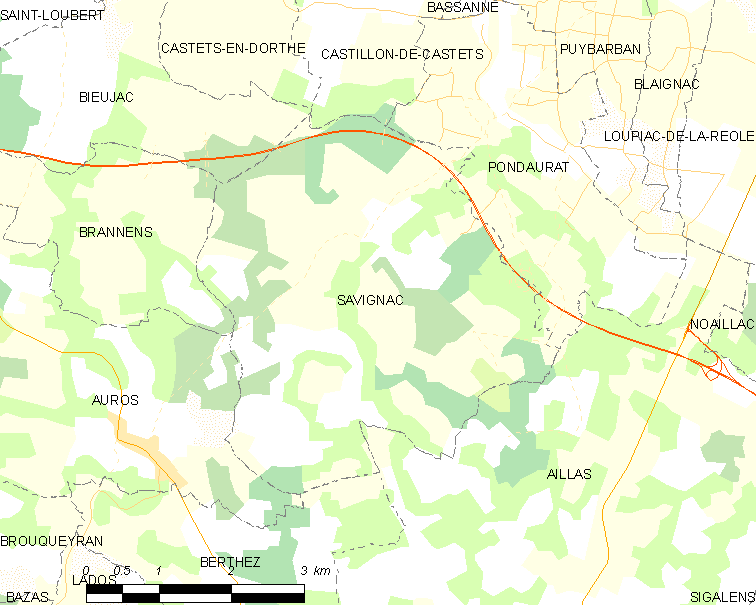
Umgebungskarte

Savignac (okzitanisch Savinhac) ist eine französische Gemeinde mit 646 Einwohnern (Stand: 1. Januar 2022) im Département Gironde in der Region Nouvelle-Aquitaine. Sie gehört zum Arrondissement Langon und zum Kanton Le Réolais et Les Bastides. Die Einwohner werden Savignacais genannt.

## Geschichte
Die Gemeinde Savignac entstand 1851 durch Abspaltung von der Gemeinde Aillas. 

## Geographie
Savignac liegt etwa 61 Kilometer südöstlich von Bordeaux. Umgeben wird Savignac von den Nachbargemeinden Castets et Castillon im Norden, Pondaurat im Osten und Nordosten, Aillas im Süden und Osten, Berthez im Süden und Südwesten, Auros im Westen und Südwesten, Brannens im Westen sowie Bieujac im Nordwesten.
Die Gemeinde liegt an der Via Lemovicensis, einer Variante des Jakobswegs.

## Bevölkerungsentwicklung
| 1962                      | 1968 | 1975 | 1982 | 1990 | 1999 | 2006 | 2013 |
| ------------------------- | ---- | ---- | ---- | ---- | ---- | ---- | ---- |
| 617                       | 586  | 445  | 437  | 464  | 493  | 507  | 620  |
| Quelle: cassini und INSEE |      |      |      |      |      |      |      |

## Sehenswürdigkeiten
- Kirche Saint-Roch aus dem 12. Jahrhundert (siehe auch: Liste der Monuments historiques in Savignac (Gironde))

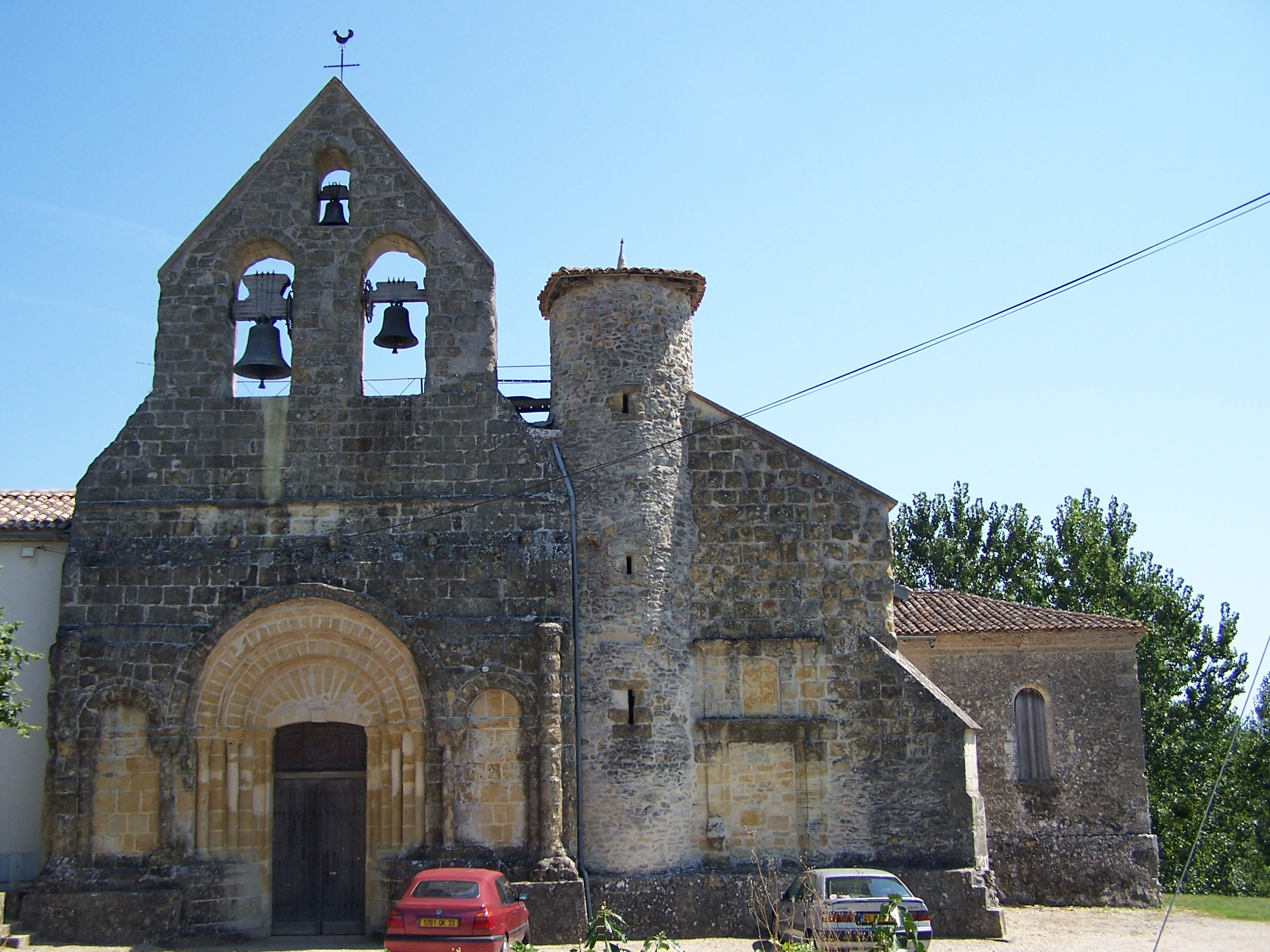
Kirche Saint-Roch